# Aspila scutuligera
Aspila scutuligera là một loài bướm đêm trong họ Noctuidae.